# Aloe friisii
Aloe friisii là một loài thực vật có hoa trong họ Măng tây. Loài này được Sebsebe & M.G.Gilbert mô tả khoa học đầu tiên năm 2000.